# 蜀侧金盏花
蜀侧金盏花（学名：Adonis sutchuenensis）为毛茛科侧金盏花属下的一个种。

## 扩展阅读
- 維基物種上的相關：蜀侧金盏花